# Bliskość
Bliskość – sitcom amerykański, serial telewizyjny, którego twórcami są Mark Duplass i Jay Duplass. Serial jest emitowany od 11 stycznia 2015 roku przez HBO. W Polsce serial emitowany jest od 12 stycznia 2015 roku przez HBO Polska. 28 stycznia 2015 roku, stacja HBO zamówiła 2 sezon serialu. 26 marca 2016 roku, stacja HBO ogłosiła zakończenie produkcji serialu po dwóch sezonach

## Fabuła
Serial opowiada o perypetiach życiowych dwóch par, które razem mieszkają w Los Angeles. Każda z nich musi się zmierzyć z prozą życia a swoimi marzeniami.

## Obsada
- Mark Duplass jako Brett Pierson[5]
- Melanie Lynskey jako Michelle
- Amanda Peet jako Tina[6]
- Steve Zissis jako Alex Pappas

## Odcinki
| Sezon | Sezon | Odcinki | Oryginalna emisja | Oryginalna emisja | Oryginalna emisja | Oryginalna emisja | Oryginalna emisja |
| Sezon | Sezon | Odcinki | Premiera sezonu   | Finał sezonu      | Premiera sezonu   | Finał sezonu      |                   |
| ----- | ----- | ------- | ----------------- | ----------------- | ----------------- | ----------------- | ----------------- |
|       | 1     | 8       | 11 stycznia 2015  | 8 marca 2015      | 12 stycznia 2015  | 9 marca 2015      |                   |
|       | 2     | 8       | 21 lutego 2016    | 10 kwietnia 2016  | 22 lutego 2016    | 11 kwietnia 2016  |                   |

## Produkcja
26 stycznia 2013 roku, stacja HBO zamówiła pilotażowy odcinek serialu.
18 lipca 2013 roku, HBO zamówiła pierwszy sezon serialu, który składa się z 8 odcinków.